# Francesco Balbi da Correggio

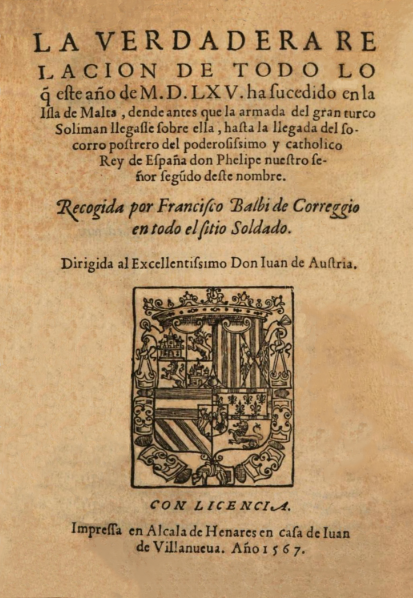
Primera edición del relato de Balbi di Correggio sobre el sitio de Malta, impreso en Alcalá de Henares en 1567.

Francisco Balbi di Correggio (16 de marzo de 1505, Correggio - 12 de diciembre de 1589) fue un arcabucero italiano que sirvió con el contingente español durante el Sitio de Malta. Poco se sabe de él, aparte de que mantuvo un diario durante el asedio, que luego publicó.
El de Balbi es el relato de testigos oculares más conocido del asedio (hay al menos otro, en forma de poema, obra del caballero Hipólito Sans), y todas las historias posteriores se basan en gran medida en él, incluida la de Giacomo Bosio, el historiador oficial de los Caballeros de San Juan, cuyo relato apareció por primera vez en 1588. Este se titula la Verdadera relacion de lo que en el año 1565 ha sucedido en la isla de Malta, de antes que llegase la armada sobre de ella de Soliman Gran Turco.
El diario de Balbi, aparentemente con algunas revisiones posteriores al hecho, fue escrito originariamente en italiano para traducirse rápidamente al castellano. Se publicó por primera vez en Alcalá de Henares en 1567. Una segunda edición revisada y ampliada se publicó en 1568 en Barcelona. La primera traducción al inglés apareció en 1961 por Henry A. Balbi. Ernle Bradford hizo otra traducción menos literal con algunos cortes en 1965.
En 1581 publicó en Barcelona un poema en octavas sobre la “Vida del ilustre Señor Octavio Gonzaga, capitán general de la caballería ligera del Estado de Milán”, dedicado al primo del protagonista Ferrante Gonzaga príncipe de Molfetta. Pasó luego al servicio de Octavio Farnesio, cuyas hazañas celebró en una elegía por la muerte del duque, en la que el motivo festivo suele entrelazarse con las quejas de un cortesano.
En 1586, Balbi da Correggio conoció al poeta Giovanni Maria Agazzi, de quien se hizo amigo y por parte de quien recibió hospitalidad. En 1587 asistió a las celebraciones que tuvieron lugar en Milán por el paso del duque Vincenzo Gonzaga y de las que escribió una nueva narración poética. Posteriormente salió de Italia para hacer su último viaje, siguiendo a Muzio Sforza Colonna, quien fue a Madrid como paje del príncipe heredero Felipe, el futuro Felipe III. Balbi se quedó con él incluso cuando Colonna, que viajaba con una corte pequeña pero muy animada a cuestas, tuvo que quedarse un tiempo en Barcelona.
A finales de la década de 1580, ya anciano, regresó a Italia y se instaló en Fornovo, donde terminó una de sus principales obras. La última de ellas es un poema dividido en diez canciones que narran la leyenda del moro Abindarraez, uno de los más famosos y populares del siglo XVI. Balbi di Correggio elaboró esta historia de amor fusionando muchos detalles autobiográficos que resultan de gran utilidad para la reconstrucción de su vida aventurera y que amplían enormemente el marco de la narrativa tradicional. El poema debería haber terminado con las alabanzas de Muzio Sforza Colonna, pero el poeta nunca logró completar esta parte y murió el 12 de diciembre de 1589.
La Historia de los amores del valeroso moro ... fue publicada en Milán en 1593. También en Milán, en 1599, se publicó su colección de sonetos bajo el título de "Sonetos de Francisco Balbi".